# Lolong (TV-serie)
Lolong är en filippinsk TV-serie som sändes på GMA Network från 4 juli 2022. Ruru Madrid spelar huvudrollerna.

## Rollista (i urval)
- Ruru Madrid - Rolando "Lolong" Candelaria[1]
- Christopher de Leon[2] - guvernör Armando Banson
- Jean Garcia[3] - Donatella "Dona" Banson
- Shaira Diaz[4] - Elsie Dominguez
- Arra San Agustin[5] - Isabella "Bella" Melendez
- Paul Salas[2] - Martin Candelaria / Martin Banson
- Rochelle Pangilinan[6] - Karina Marabe
- Bembol Roco[2] - Narciso "Narsing" Candelaria
- Malou de Guzman[2] - Isabelita "Isabel" Candelaria
- Mikoy Morales[2] - Victoriano "Bokyo" Dela Cruz
- Ian de Leon[2] - Lucas Morales
- DJ Durano[2] - Alberto "Abet" Dominguez
- Marco Alcaraz[2] - Mayor Marco Mendrano
- Maui Taylor[2] - Kapitana Dolores Baticusin